# Departamentul Collines
Departamentul Collines este o unitate administrativă de gradul I  a Beninului. Reședința sa este orașul Savalou.